# Sam Ligtlee
Sam Ligtlee (Eerbeek, 12 de dezembro de 1997) é um desportista neerlandês que compete no ciclismo na modalidade de pista. A sua irmã Elis também compete em ciclismo de pista.
Ganhou uma medalha de ouro no Campeonato Mundial de Ciclismo em Pista de 2020 e uma medalha de bronze no Campeonato Europeu de Ciclismo em Pista de 2018, ambas na prova de 1 km contrarrelógio.

## Medalheiro internacional
| Campeonato Mundial | Campeonato Mundial     | Campeonato Mundial | Campeonato Mundial  |
| Ano                | Lugar                  | Medalha            | Competição          |
| ------------------ | ---------------------- | ------------------ | ------------------- |
| 2020               | Berlim ( Alemanha)     | Medalha de ouro    | 1 km contrarrelógio |
| Campeonato Europeu |                        |                    |                     |
| Ano                | Lugar                  | Medalha            | Competição          |
| 2018               | Glasgow ( Reino Unido) | Medalha de bronze  | 1 km contrarrelógio |